# Andrzej Sikorski (inżynier)
Andrzej Sikorski (ur. 1955) – polski inżynier elektryk, profesor zwyczajny Politechniki Białostockiej.

## Życiorys
Absolwent Wydziału Elektrycznego Politechniki Białostockiej (1980). Uzyskał stopień doktora na Politechnice Warszawskiej (1989) oraz habilitację na Politechnice Poznańskiej (2000). W 2011 roku Prezydent RP nadał mu tytuł profesora nauk technicznych.
W latach 2016–2020 był prorektorem ds. Nauki Politechniki Białostockiej.
Jest członkiem Wydziału IV Nauk Technicznych, Komitetu Elektrotechniki Polskiej Akademii Nauk i Rady Doskonałości Naukowej.

## Publikacje
Autor ponad 140 prac naukowych.